# 魏起鵬
魏起鵬（？—？），江西省南昌府南昌縣人，清朝政治人物。進士出身。
光緒二年（1876年），參加丙子恩科會試，得貢士第209名。殿試登進士2甲第119名。同年五月（6月3日），改庶吉士。光緒三年四月癸丑（1877年6月9日），翰林院散馆，著以即用知縣。